# Sylt
Sylt (fryz. Söl, duń. Sild) – wyspa w Niemczech na Morzu Północnym, największa z Wysp Północnofryzyjskich, w kraju związkowym Szlezwik-Holsztyn, w powiecie Nordfriesland, w pobliżu granicy z Danią.

## Geografia i warunki naturalne
Wyspa leży na Morzu Północnym i jest największą z Wysp Północnofryzyjskich.
Ma ona wydłużony wąski kształt, jest położona południkowo i ma długość 38 km. W najwęższym miejscu wyspa ma zaledwie około 380 m, a w najszerszym około 12,6 km.
Najwyższy punkt: 52,5 m n.p.m. (wydma Uwe-Düne)
Wyspa miała kiedyś połączenie ze stałym lądem, ale podczas sztormów w styczniu 1362 roku doszło do zerwania tego połączenia i przekształcenia Sylt w wyspę.
W latach 1923–1927 wyspa została połączona ze stałym lądem za pomocą grobli (nazwana wtedy groblą Hindenburga). Grobla ma 51 m szerokości i 8 m wysokości. Po grobli poprowadzono linię kolejową.
Na wyspę Sylt można dotrzeć samolotem, promem lub koleją. Można także zabrać własny samochód, lecz wówczas samochody są przewożone przez groblę koleją.
Główne miejscowości na wyspie Sylt: Westerland, Kampen (Sylt), List auf Sylt.
- Powierzchnia: 99,14 km² (największa niemiecka wyspa na Morzu Północnym i czwarta pod względem wielkości w całych Niemczech)
- Liczba mieszkańców: około 20,8 tys.

## Zabytki i atrakcje turystyczne
Od XIX wieku zwiększyło się zainteresowanie wyspą Sylt jako terenem turystycznym. Głównymi walorami wyspy są klimat, na który ma wpływ Golfstrom, morze i plaże. Na Sylt obserwuje się w czasie przesilenia letniego zjawisko "białych nocy". Ruch turystyczny znacznie zwiększył się na początku XX wieku, kiedy wyspę połączono groblą ze stałym lądem. Dzielnica Westerland stała się najbardziej znanym niemieckim nadmorskim kurortem, który zyskał także renomę w całej Europie. W szczycie sezonu na Sylt znajduje się nawet ponad 60 tys. turystów (obok około 21 tys. stałych mieszkańców). Wyspa ma połączenia promowe z sąsiednimi wyspami oraz lotnisko.
Wyspa Sylt jest obszarem dobrze rozwiniętym pod względem turystycznym: liczne kąpieliska morskie, hotele, domki letniskowe, rezydencje bogatych Niemców. Na zachodniej stronie wyspy rozciągają się plaże o długości 38,3 km z ponad 13 tys. koszami plażowymi, a po wschodniej stronie wyspy znajdują się tereny do pieszych wędrówek oraz zwiedzania miejsc ciekawych pod względem przyrodniczym.
Ze względu na doskonałe warunki wiatrowe wyspa Sylt słynie między innymi z rozgrywanych tam co roku zawodów windsurfingowych z cyklu PWA (Professional Windsurfing Association).
Atrakcje turystyczne, zabytki oraz ciekawe miejsca na wyspie Sylt wiążą się przede wszystkim z jej położeniem na Morzu Północnym oraz bogatą tradycją i kulturą.
Do najważniejszych zabytków na wyspie należą:
- Vogelkojen w Kampen
- Kościół św. Seweryna (St. Severin Kirche)
- Uwe Düne
- Latarnia morska w Hörnum

Godne polecenia na wyspie są także ekskluzywne restauracje. Cztery restauracje na wyspie Sylt odznaczone zostały gwiazdkami Michelin, a pięć restauracji poleconych zostało w Gault&Millau.

## Symbol Sylt

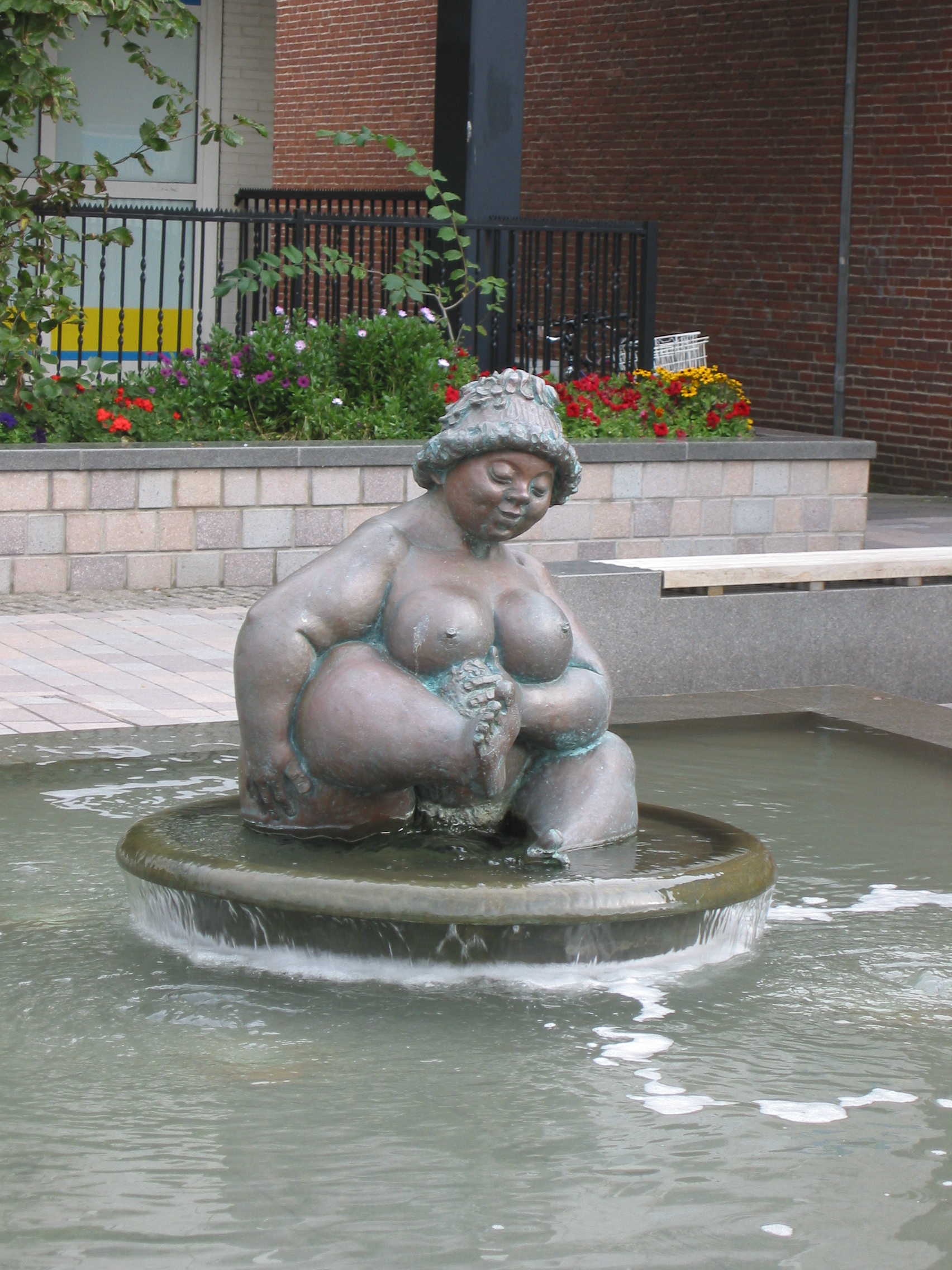
Wilhelmina

Symbolem wyspy Sylt jest postać Wilhelminy. Jest to rzeźba przedstawiająca kobietę o rubensowskich kształtach, która zażywa kąpieli.